# باغبان (فیلم ۲۰۰۳)
باغبان (به هندی: बाग़बान) فیلم بالیوودی به کارگردانی راوی چوپرا و محصول سال ۲۰۰۳ کشور هند است. در این فیلم ستارگانی مانند آمیتاب باچان و سلمان خان حضور دارند. این فیلم به نوعی بازسازی فیلم تحسین شده آمریکایی راهی به فردا ساختن محسوب می‌شود.

## خلاصه داستان
راج و بوجا زوج سالخورده‌ای هستند که سال‌ها با عشق زندگی کرده و در زندگی هیچ کم‌ و کاستی برای فرزندانشان نگذاشتند. به خاطر بالا رفتن سن از کار بازنشسته می‌شوند و تصمیم می‌گیرند با فرزندانشان زندگی کنند که در واقع ۴ پسر هستند. وقتی فرزندانشان از این موضوع باخبر می‌شوند همه مشکلاتشان را پیش می‌کشند تا از زندگی با آنها طفره روند اما بالاخره تصمیم می‌گیرند این زوج عاشق را از یکدیگر جدا کرده و…

## بازیگران
| شخصیت         | بازیگر       | نقش                                  |
| ------------- | ------------ | ------------------------------------ |
| راج مالوترا   | آمیتاب باچان | پدر خانواده                          |
| بوجا مالوترا  | هما مالینی   | همسر راج مالوترا                     |
| آلوک مالوترا  | سلمان خان    | پسرخواندهٔ راج مالوترا و پوجا مالوترا |
| آرپیتا        | ماهیما چودری | همسر آلوک مالوترا                    |
| آنجو مالوترا  | امان ورما    | پسر اول راج مالوترا                  |
| سانجو مالوترا | سمیر سونی    | پسر دوم راج مالوترا                  |
| روحیت مالوترا | سعید چادا    | پسر سوم راج مالوترا                  |
| کاران مالوترا | نصیر خان     | پسر چهارم راج مالوترا                |
| پیال مالوترا  | ریمی سن      | همسر آنجو مالوترا                    |